# Chiesa di San Sebastiano (Verona)
La chiesa di San Sebastiano è stata un luogo di culto cattolico che sorgeva lungo via Cappello a Verona, andato distrutto durante la seconda guerra mondiale.

## Storia
Un oratorio dedicato a san Sebastiano con annesso un ospedale per il ricovero di sacerdoti, di poveri e di pellegrini, sarebbe stato edificato nel 932 grazie al lascito del diacono Dagiberto; successivamente l'edificio venne trasformato e ampliato in stile romanico ed elevato al rango di chiesa parrocchiale.
L'8 febbraio 1578 il vescovo Agostino Valier concesse la chiesa e i relativi beni ai padri gesuiti, che così perse il ruolo di parrocchia. Nel 1580 iniziarono i lavori di ristrutturazione dell'edificio chiesastico e il 24 aprile 1591, nel pieno del cantiere, i Gesuiti chiesero ai rettori veneti della città di poter ampliare ulteriormente la chiesa: la richiesta fu accolta ma, a causa dell'interdetto di papa Paolo V contro la Repubblica veneta del 1606, la chiesa venne abbandonata e i lavori sospesi e mai più ripresi, nemmeno dopo il ritorno dell'ordine nel 1656, motivo per cui la facciata rimase incompleta.
Nel 1773 l'ordine dei gesuiti venne soppresso e tutti i loro beni incamerati nel demanio pubblico, per cui nel settembre dell'anno successivo la città di Verona decise di acquistarli dal Senato veneziano per un prezzo di 30.000 ducati e con l'obbligo di celebrarvi almeno una funzione religiosa al giorno. Negli stessi anni venne soppressa anche l'abbazia di San Zeno, così la municipalità si spese per aggregare il patrimonio librario dell'antica abbazia con quello posseduto dai gesuiti (e altri fondi privati); questi furono riuniti nell'oratorio del collegio di San Sebastiano, andando così a costituire il nucleo fondativo di quella che divenne poi la biblioteca civica di Verona. Con l'arrivo dei francesi la chiesa venne sconsacrata, demaniata e destinata a manifestazioni culturali, mentre il convento fu adibito a biblioteca e scuola ginnasiale. Durante gli anni della dominazione austriaca la chiesa venne nuovamente consacrata, venne completata la facciata su progetto dell'architetto Giuseppe Barbieri, che utilizzò i marmi già lavorati che erano stati accantonati nel 1606, e infine nel 1842 i Gesuiti ottennero di tornare a officiare nella chiesa e di dirigere il ginnasio. Essi vi rimasero ufficialmente fino al 1848 e clandestinamente fino al 1866, quando la chiesa fu nuovamente sconsacrata sotto il governo italiano.

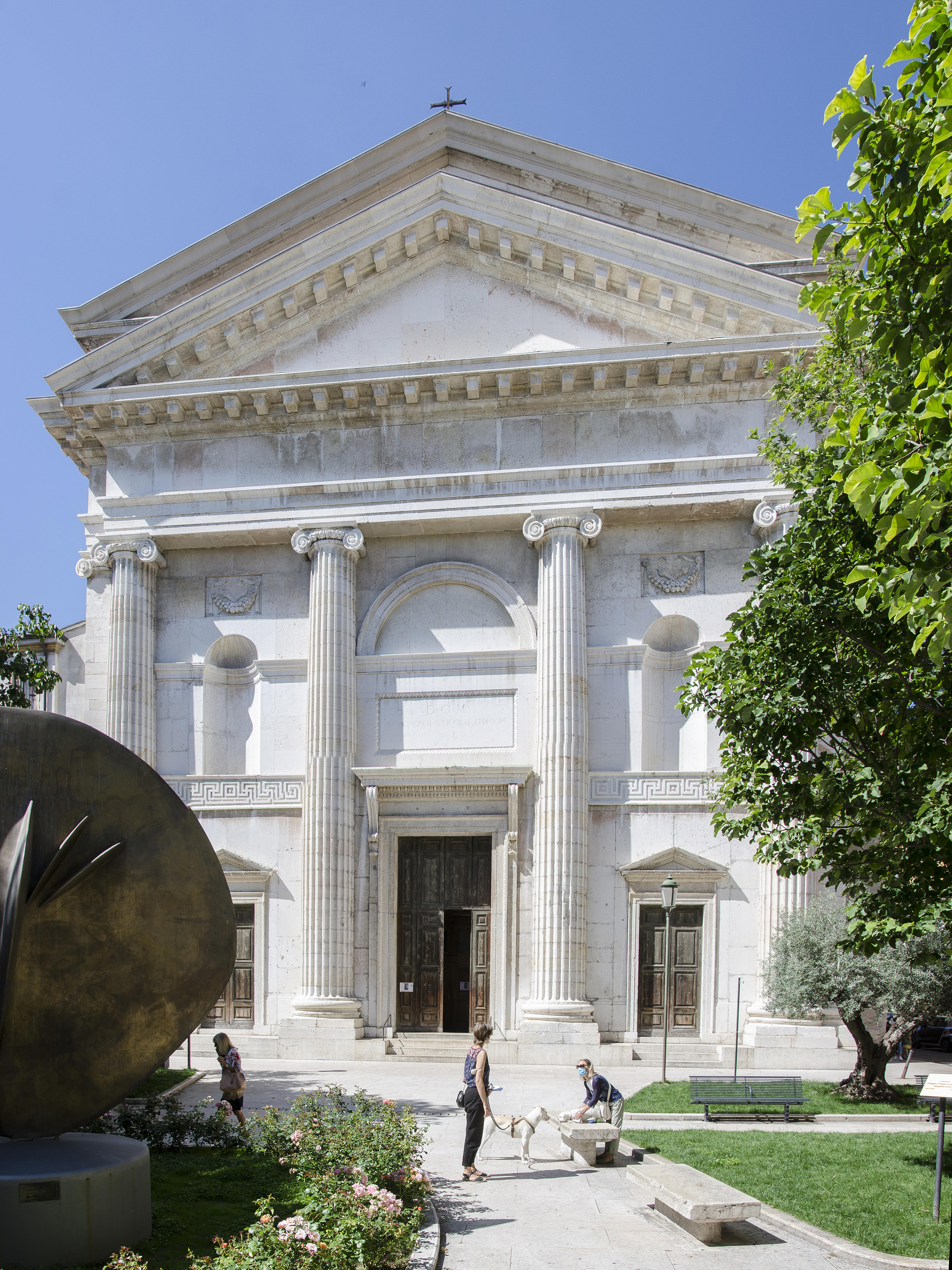
La facciata di San Sebastiano rimontata sul fronte della chiesa di San Nicolò all'Arena, fino a quel momento incompiuta

A seguito dell'annessione del Veneto al regno d'Italia, la biblioteca civica venne ampliata fino a occupare una parte del convento prima e della chiesa poi; quest'ultima tuttavia andò quasi completamente distrutta il 4 gennaio 1945, quando venne colpita da un grappolo di bombe lanciato durante un'incursione aerea alleata, verso il termine della seconda guerra mondiale. Al posto della chiesa (la cui facciata venne smontata, traslata e ricomposta divenendo il "nuovo" prospetto della vicina chiesa di San Nicolò all'Arena) venne realizzato un nuovo magazzino librario su disegno di Pier Luigi Nervi, inaugurato il 2 giugno 1980.

## Descrizione

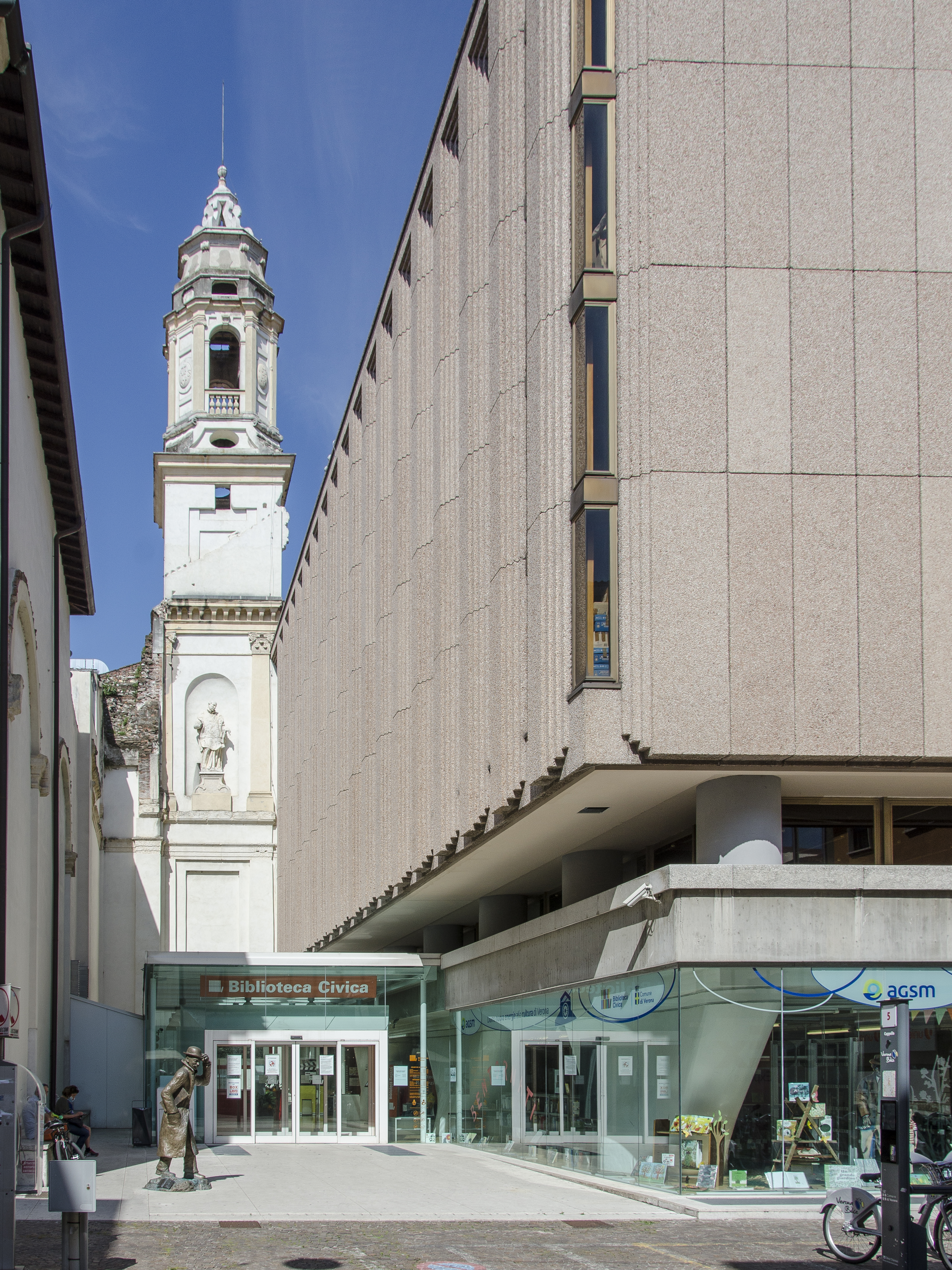
Il campanile e alcuni resti della chiesa di San Sebastiano

La facciata della chiesa era caratterizzata da quattro colonne scanalate ioniche di ordine gigante che sorreggevano il timpano, suddividendo il prospetto in tre fasce verticali: in quella centrale si apriva il portale d'ingresso principale (oggi sovrastato dall'iscrizione «D.O.M. IN HONOREM S. NICOLAI EPISCOPI», aggiunta quando la facciata è stata rimontata sul prospetto principale di San Nicolò al'Arena); nelle due fasce laterali si trovavano invece due portali minori sormontati da due frontoni, e sopra di essi delle nicchie sormontate a loro volta da piccoli riquadri decorati con festoni classicheggianti.
Il campanile, costruito probabilmente tra la fine del XVI e l'inizio del XVII secolo, è l'unico elemento che si salvò integralmente dal bombardamento della seconda guerra mondiale, così ancora oggi con la sua quarantina di metri di altezza svetta nel pieno del centro storico di Verona, accanto alla biblioteca civica: in stile barocco, conserva l'emblema dei Gesuiti, ovvero il simbolo "JHS" sormontato da una croce con i tre chiodi della passione, oltre che la grande statua di Sant'Ignazio di Loyola, fondatore dell'Ordine. La cella campanaria era dotata di tre bronzi in tono di fa diesis che erano stati fusi all'interno della sconsacrata chiesa di San Matteo, in quel momento adibita a fonderia; le campane originarie furono tuttavia rifuse e utilizzate in altre chiese.